# Vincent Fourcade
Vincent Gabriel Fourcade (27 de febrero, de 1934-23 de diciembre de 1992) fue un socialité y diseñador de interiores francoestadounidense, compañero de Robert Denning.

## Biografía
Nació en el seno de una familia de distinguidos estetas franceses. Pasó muchos años en una mansión de 20 habitaciones decorada con muebles de Majorelle.
Cotizado soltero, tampoco le faltaban invitaciones a ese lado del Atlántico. Empezó a trabajar como banquero, profesión de su padre y su abuelo en París. Conoció a Robert Denning en 1959, era el protegido de Edgar de Evia, que había desarrollado un buen ojo para el diseño trabajando con fotógrafos y con quien compartió uno de los más majestuosos apartamentos de Manhattan en las plantas más altas de Rhinelander Mansion, fue allí donde comenzaron con clientes como Lillian (Bostwick) o Ogden Phipps.
Fundaron en 1960 Denning & Fourcade, Inc. y tuvo grandes repercusiones sociales duró más de 44 años. Se distinguían por el gusto por lo excesivo, como cubrir el suelo con pieles de mapache entre otras cosas. 
Fourcade contrajo SIDA en los 1980 y pudo mantenerse más de una década a caballo entre París y Nueva York gracias al Concorde, su hermano mayor Xavier Fourcade, conocido marchante, murió de esta enfermedad en 1987.
En 1990, la enfermedad pudo con él y tomó el último avión a París, donde vivió sus últimos días en su apartamento parisino del número 16 rue de la rue Caselles.